# Освіта в Каталонії

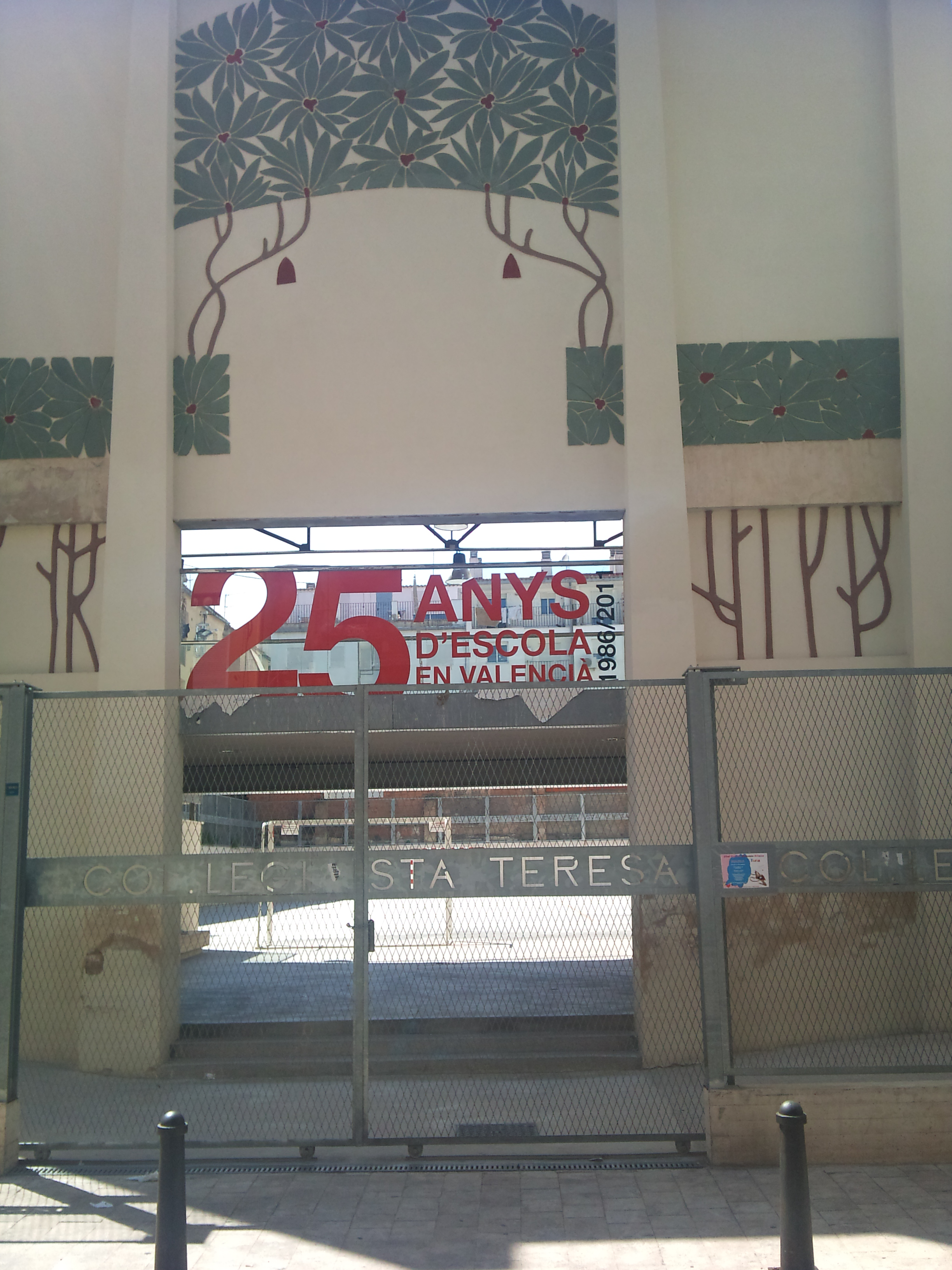
Школа Санта-Тереза міста Барріо-дель-Кармен- де- Валенсія, прикрашена з нагоди 25-ї річниці зустрічей валанської школи.

За допомогою демократії каталонська мова була відновлена в освітянській галузі. Однак введення каталонців у аудиторії було дуже нерівномірним за територією. Таким чином, хоча в Каталонії та на Балеарських островах була прийнята лінгвістична модель, згідно з якою каталанська є основною мовою руху, в країні Валенсії дотримується кардинально інша модель, за якою батьки можуть теоретично вибрати мову шкільного навчання дітей.
Каталонська мова була відокремлена від освітньої галузі між XVII і XX століттями, оскільки різні держави, в яких розмовляють мовою, накладали обов'язкову освіту відповідними державними мовами. Однак різні соціальні сектори країни завжди усвідомлювали, що освіта є найважливішим напрямком як для прогресу країни, так і для життєздатності мови, так що вимоги впровадження каталонців у країну " Освіта та скарги на пов'язку були частими протягом цього періоду.
Ситуація почала змінюватися, особливо в Каталонії, з XX століття, з просуванням політичного каталанства, спочатку Манкомунітатом Каталонії та після Республіканським генералітатом. Міністр Другий Іспанської Республіки, Марселіно Домінго, допускає використання каталонської мови в Указі початкової освіти від 29 квітня 1930 року Дійсно, Статут автономії Каталонії 1932 р. вперше запровадив викладання каталонською та каталонською мовами на всіх рівнях освіти. На жаль, автономний період був дуже коротким, але його робота заклала основи, які дозволять десятиліттям пізніше секторам викладачів-професіоналів зберегти каталонську мову, навіть у розпал диктатури Франка, коли мова була заборонена, а її використання переслідували.
У 1933 році в Ерміті де Сант Па д'Альбокассер з'явилося вчення Валенсії. Влітку «чотири видатні вчителі, такі як Карлес Сальвадор, Енрік Солер і Годес, Антоні Поркар і Кандель та Франческа Бокс Сенмарті, зустріли 24 учнів від 8 до 13 років, усі діти».
Відновлення демократії та деяка ступінь автономії на територію каталонофонів, включаючи Королівство Іспанії дозволено відновлення мови в освіті, приклад, який був обнадійливим для іншої частини лінгвістичної області. Однак відновлення було дуже нерівномірним на всій території, а територіальна та адміністративна роздробленість змушує становище каталонців сьогодні в освітньому світі сильно відрізнятися залежно від місця, про яке йдеться.

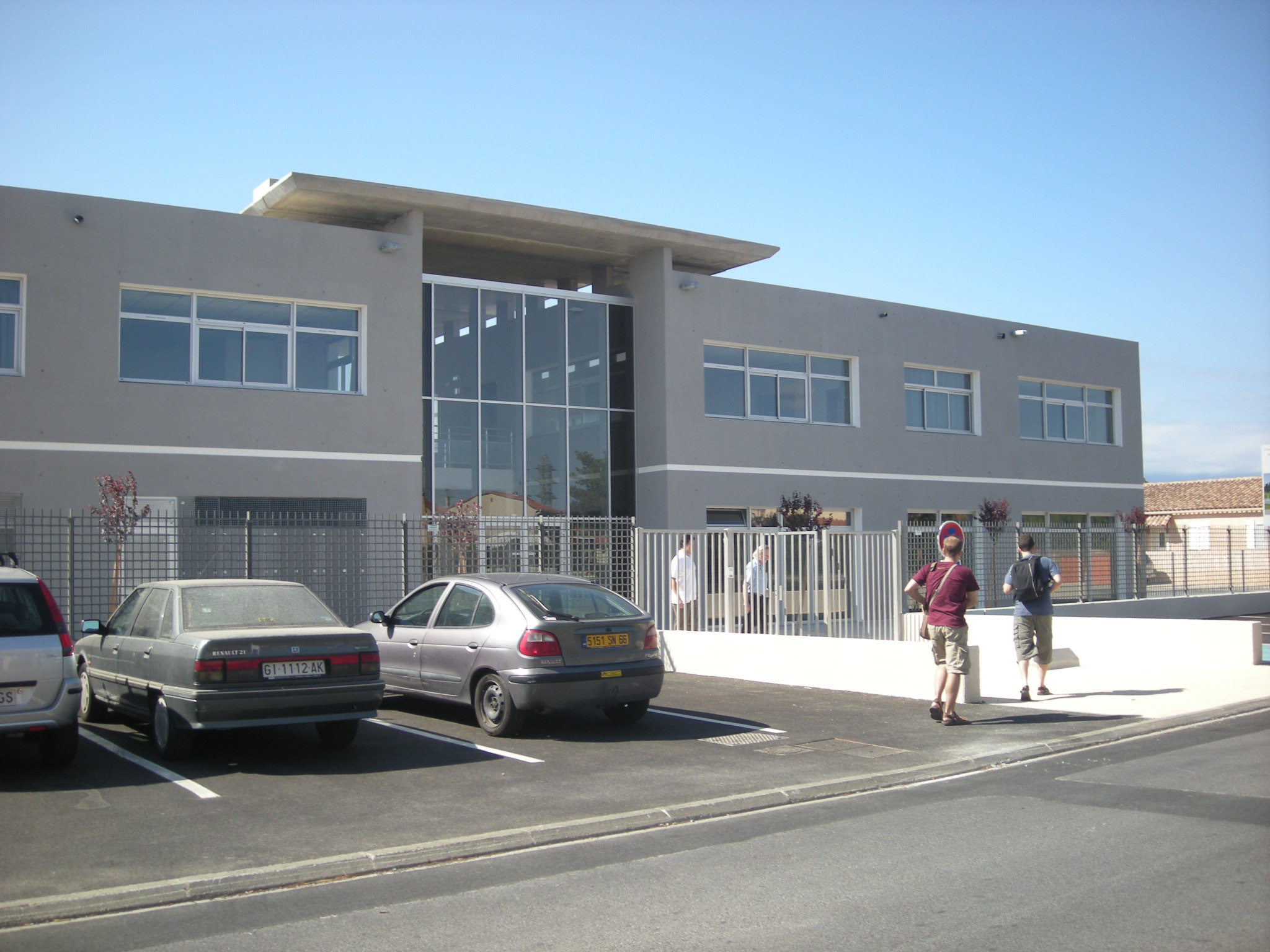
Середня школа Ла Брессола, в Ель Солер, на півночі Каталонії.

В цілому, можна сказати, що введення каталонський як курс було завершено, в крайньому випадку, в Каталонії, Валенсії і на Балеарських островах під час іспанського переходу до демократії. Насправді всі статути автономії та перші лінгвістичні закони приділяли особливу увагу навчанню та навчанню використання каталонською мовою, оскільки був встановлений принцип, що все населення має бути компетентним обома мовами Чиновники уникають соціальних нерівностей або переломів з мовних причин. Однак моделі шкільних мов, розроблені на кожній території, сильно відрізняються одна від одної.
У Каталонії була створена унітарна лінгвістична модель, яка каталонською мовою є основною автомобільною мовою, відомою як «модель сполучення», виходячи з того, що «всі люди мають право отримувати освіту каталонською», і це мова «повинна нормально використовуватися як транспортний засіб та мова навчання в університетській та позавузівській освіті», як зазначено у статті 35 Статуту автономії Каталонії 2006 року. Поєднання модель спрямована на запобігання сегрегації школи по лінгвістичним причин, визнаючи право на отримання перших уроків в каталонському і іспанською мовами і визнає право студентів, які з запізненням приєдналися до шкільної системи Каталонії отримати мовну підтримку, якщо каталонська мова не є мовою вираження. За логікою, ця модель вимагає від викладачів та вчителів висловлюватися на будь-якій з двох офіційних мов Каталонії. Для забезпечення цієї точки, в 1991 році був прийнятий закон, що регулює доступ до сектору освіти і освіта фахівців вимагає рівня каталонською та іспанською мовами, що дозволило їм розвивати професійну діяльність відповідно до законодавства, що діє.

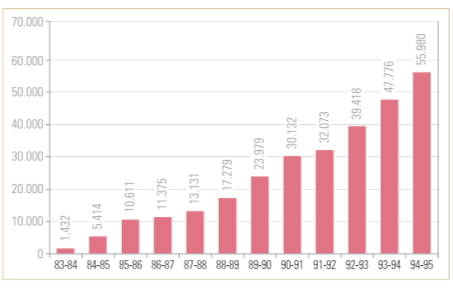
Evolución de alumnos de enseñanza en valenciano en el País Valenciano, EGB 1983—1995 (AVL).

Сучасна модель шкільної мови на Балеарських островах суворо дотримується моделі Каталонії, хоча наявність іспанської мови є дещо важливішою як автомобільна мова.
У країні Валенсії освіта в Каталонії починає імплантуватися із Законом про вживання та освіту Валенсії 1983 року. Він заснований на іншій моделі, званої «подвійної лінії», в яких батьки можуть вибирати між каталонською як мовою, іспанською і змішаними програмами. Адміністрація часто пропонувала в Каталонії місця для навчання нижче рівня попиту. Generalitat Valenciana намагається вперше подолати відокремлену модель Декретом про багатомовність 2017 року, так що кожна школа пропонує унікальну лінгвістичну модель. Спочатку 54 % центрів публічної та злагодженої мережі обрали мову носія каталонську; 30 %, змішані програми; і 13 %, іспанську мову. Однак указ того ж року був скасований Вищим судом Валенсійської громади.
Положення каталонської мови в решті домену однаково складне. В Андоррі, державі, що відзначається присутністю великої кількості іммігрантів та пасивів, існує декілька освітніх систем: Андоррська державна школа з основною мовою каталонською та сильною присутністю французької мови як L2; Конгрегаційні школи з каталонською мовою; іспанська система з іспанською мовою; і французькою системою зі школами, які працюють цією мовою. На Західну Францію, однак, каталонський не просто додатковий предмет в контексті повністю іспанської школи. З іншого боку, в Альгеро та Північній Каталонії існує співіснування викладання каталонською мовою як факультативного предмету та деяких навчальних ініціатив каталонською мовою в режимі повного або часткового занурення.
Лінгвістичні мовні каталономовні території були похитнуті міграційними хвилями 1990-х та 2000- х років. Ці хвилі змінили демографічний склад студентів, до того, що за десятиліття він перейшов від менш ніж 1 % іноземних студентів до більш ніж 12 %. Конкретні потреби цих нових студентів мотивували низку ініціатив, таких як " класи для прийому ", спрямовані на полегшення вивчення каталонської мови та швидке та персональне включення студентів, які щойно приїхали до центру. У 2007 році в Каталонії було 1 081 аудиторія (636 в початкових, 347 у середній школі та 91 у узгоджених центрах).
Університети продовжують приблизно таку ж лінгвістичну модель території, на якій вони перебувають. Таким чином, Каталонія і Балеарські острови, мають тенденцію встановити мовні лінії і студенти відвідують заняття каталонською або іспанською мовою в залежності від мови, обраної викладачем. Звичайно, згідно зі статтею 35 Статуту Каталонії, «викладачі та студенти університетських центрів мають право висловитись усно та письмово на вибраній ними державній мові». Останні офіційні дані, опубліковані Департаментом університетів Каталонії, пояснювали, що відсоток класових груп, що викладаються на каталонській мові, розподілений нерівномірно: Барселонський університет, 66,4 %; Universitat Autònoma de Barcelona, 61,8 %; Universitat Politècnica de Catalunya, 59,4 %; Університет Помпеу Фабра, 66,3 %; Університет де Жирона, 80 %; Університет Ллейди, 53,05 %; Університет Ровіра і Віргілі, 64,9 %; Universitat Oberta de Catalunya, 71,4 %; Університет Рамона Ллулла, 75,8 %; Університет Вік, 84 %; Міжнародний університет Каталонії, 44 %; та університет Абата Оліби, 32 %. Ці відсотки є орієнтовними та часто є наявністю каталонських змін залежно від типу освіти. Таким чином, ступінь каталонського вище в випускників і майстрів, де присутні більше іноземних студентів які більш мотивовані яким пропонують курси які викладаються іспанською мовою і починається пропозиція навчання на англійській мові.
У країні Валенсія відсотки використання каталонської у нелінгвістичних районах у 2016 році складали: Університет Валенсії, 34,3 %; Universitat Jaume I, 20,26 %; Університет Аліканте, 7,13 %; Universidad Politécnica de Valencia, 6,54 %; та Універсідад Мігель Ернандес, 0 %.
Щоб сприяти використанню каталонської мови в університетському світі, у 1994 р. тринадцять університетів каталономовних територій підписали акт про конституцію Мережі університетів Vives у місті Морелла (País Valencià) Це двадцять одна група. Загалом це група, що складається з понад 440 000 людей, між студентами, викладачами та непедагогічними працівниками. Завданням цієї мережі є посилення взаємозв'язків між різними каталономовними територіями у культурній та мовній сферах. Серед різноманітних послуг, які мережа пропонує громадськості, є гранти на міжвузівську мобільність, віртуальну бібліотеку та портал мовних ресурсів.
У 2010 році каталонську викладали у 180 університетах по всьому світу. У 2012 році було 162 університети, які викладали каталонську мову та літературу. Німеччина була країною з найбільшими університетами з цими уроками (26), далі Франція (23), Сполучені Штати Америки (22), Велика Британія (21) та Італія (13). В Іспанії було 10 університетів, де викладалися ці дослідження. У 2015 році вивчення каталонської мови та літератури було проведено у 147 університетах по всьому світу.